# Joshua Obaje
Joshua Obaje là một cầu thủ bóng đá người Nigeria, hiện tại thi đấu cho Plateau United FC.

## Sự nghiệp quốc tế
Vào tháng 1 năm 2014, huấn luyện viên Stephen Keshi triệu tập anh vào đội hình Đội tuyển bóng đá quốc gia Nigeria tham dự Giải vô địch bóng đá châu Phi 2014. Anh giúp đội tuyển giành được vị trí thứ 3 sau khi Nigeria đánh bại Zimbabwe 1–0.